# Szlachcin
Szlachcin – wieś w Polsce, położona w województwie wielkopolskim, w powiecie średzkim, w gminie Środa Wielkopolska nad Bardzianką (lewym dopływem Moskawy).
| SIMC    | Nazwa          | Rodzaj    |
| ------- | -------------- | --------- |
| 0597162 | Szlachcin-Huby | część wsi |

W latach 1975–1998 miejscowość administracyjnie należała do województwa poznańskiego.

## Zabytki
- zespół pałacowy[5]:
- zabytkowy[6] pałac w Szlachcinie z  początku XIX w. przebudowany w  1910. Dzisiejszy kształt pałac zawdzięcza przebudowie w 1899 r. przez ówczesnego właściciela Kajetana Okszy-Stablewskiego. Dwór ma charakter eklektyczny nawiązujący do klasycyzmu. Ostatnim przedwojennym właścicielem był Stanisław Stablewski.
- park krajobrazowy z XIX-XX w. z okazałymi drzewami, m.in. rośnie tu siedmiokonarowy platan o obwodzie pnia 630 cm w pierśnicy.

Na Bardziance ceglany most z 1907 r. zachowany jako zabytek techniki.